# Rufino d'Assis (franciscà)
Rufino d'Assis   (Assís, c. 1470 - Verona, 1539) va ser un franciscà i compositor italià.
Va néixer cap al 1490, potser a Assís, d'aquí el seu nom. Membre de l'Orde Franciscà, està documentat a Pàdua, on va ser mestre de cor a la catedral entre 1510 i 1520. Després va ser ocupat a la basílica de Sant Antoni de Pàdua fins al 1525 quan va servir a la catedral de Vicenza. Després va tornar al sant de Pàdua el 1531 durant almenys un any. Entre 1537 i 1539 va ser custodi del Sagrat Convent d'Assis.